# السفارة التايلاندية في واشنطن العاصمة
السفارة التايلاندية في واشنطن العاصمة (بالتايلندية: สถานเอกอัครราชทูตไทย ณ กรุงวอชิงตัน ดีซี) هي البعثة الدبلوماسية لمملكة تايلاند إلى الولايات المتحدة . تقع السفارة في 1024 شارع ويسكونسن، شمال غرب واشنطن العاصمة في حي جورج تاون .
السفير تايلاند هو فيجافات إسارابهادي .

## روابط خارجية
- الموقع الرسمي
- السفارات والقنصليات التايلاندية في الولايات المتحدة